# Diócesis de Santa Clara
La diócesis de Santa Clara (en latín: Dioecesis Sanctae Clarae) es una circunscripción eclesiástica de la Iglesia católica en Cuba. Se trata de una diócesis latina, sufragánea de la arquidiócesis de Camagüey. Desde el 4 de junio de 1999 su obispo es Marcelo Arturo González Amador.

## Territorio y organización
La diócesis tiene 12 920 km² y extiende su jurisdicción sobre los fieles católicos de rito latino residentes en la provincia de Villa Clara y en la provincia de Sancti Spíritus (a excepción de los municipios de Jatibonico y Trinidad).
La sede de la diócesis se encuentra en la ciudad de Santa Clara, en donde se halla la Catedral de Santa Clara de Asís.
En 2022 en la diócesis existían 35 parroquias.

## Historia
La diócesis fue erigida el 1 de abril de 1995 mediante la bula Ad aptius consulendum del papa Juan Pablo II, derivando el territorio de la diócesis de Cienfuegos-Santa Clara, que al mismo tiempo restableció el antiguo nombre de la diócesis de Cienfuegos.
Originalmente sufragánea de la arquidiócesis de Santiago de Cuba, el 5 de diciembre de 1998 pasó a formar parte de la provincia eclesiástica de la arquidiócesis de Camagüey.

## Estadísticas
Según el Anuario Pontificio 2023 la diócesis tenía a fines de 2022 un total de 785 000 fieles bautizados.
| Año                                                                             | Población            | Población | Población      | Sacerdotes | Sacerdotes    | Sacerdotes    | Bautizados por sacerdote | Diáconos permanentes | Religiosos | Religiosos | Parroquias |
| Año                                                                             | Bautizados católicos | Total     | % de católicos | Total      | Clero secular | Clero regular | Bautizados por sacerdote | Diáconos permanentes | Varones    | Mujeres    | Parroquias |
| ------------------------------------------------------------------------------- | -------------------- | --------- | -------------- | ---------- | ------------- | ------------- | ------------------------ | -------------------- | ---------- | ---------- | ---------- |
| 1999                                                                            | 502 000              | 1 149 000 | 43.7           | 24         | 14            | 10            | 20 916                   | 6                    | 11         | 32         | 34         |
| 2000                                                                            | 502 000              | 1 145 302 | 43.8           | 26         | 15            | 11            | 19 307                   | 6                    | 12         | 27         | 34         |
| 2001                                                                            | 504 000              | 1 145 302 | 44.0           | 24         | 15            | 9             | 21 000                   | 12                   | 10         | 30         | 34         |
| 2002                                                                            | 506 000              | 1 149 000 | 44.0           | 24         | 15            | 9             | 21 083                   | 12                   | 10         | 29         | 34         |
| 2003                                                                            | 506 000              | 1 146 900 | 44.1           | 25         | 16            | 9             | 20 240                   | 12                   | 10         | 31         | 34         |
| 2004                                                                            | 518 935              | 1 176 219 | 44.1           | 27         | 17            | 10            | 19 219                   | 12                   | 12         | 32         | 34         |
| 2010                                                                            | 574 000              | 1 298 642 | 44.2           | 33         | 21            | 12            | 17 393                   | 11                   | 14         | 50         | 34         |
| 2014                                                                            | 573 900              | 1 300 500 | 44.1           | 36         | 30            | 6             | 15 941                   | 17                   | 9          | 42         | 34         |
| 2017                                                                            | 796 606              | 1 309 000 | 60.9           | 41         | 33            | 8             | 19 429                   | 13                   | 10         | 66         | 35         |
| 2020                                                                            | 801 080              | 1 297 140 | 61.8           | 29         | 17            | 12            | 27 623                   | 14                   | 13         | 69         | 35         |
| 2022                                                                            | 785 000              | 1 282 565 | 61.2           | 23         | 15            | 8             | 34 130                   | 14                   | 8          | 65         | 35         |
| Fuente: Catholic-Hierarchy, que a su vez toma los datos del Anuario Pontificio. |                      |           |                |            |               |               |                          |                      |            |            |            |

## Episcopologio
- Fernando Ramón Prego Casal † (1 de abril de 1995-9 de enero de 1999 falleció)
- Marcelo Arturo González Amador, desde el 4 de junio de 1999